# Friedrich-August von Brühl
Maria Friedrich August Franziskus Hubertus Josef Benedikt Johannes Nepomuk Graf von Brühl (* 15. Mai 1913 in Pförten; † 5. November 1981 in Werl) war ein deutscher Offizier der Panzerstreitkräfte der Wehrmacht im Zweiten Weltkrieg, zuletzt Oberstleutnant der Bundeswehr sowie Träger des Ritterkreuz des Eisernen Kreuzes.

## Leben

### Herkunft und Familie
Brühl entstammte einem alten sächsisch-thüringischen Adelsgeschlecht mit Stammhaus auf Gangloffsömmern in Thüringen, das vor allem in Sachsen zu Macht und Einfluss geraten war. Die Standesherrschaft Pförten geriet als Folge des Siebenjährigen Krieges in preußisches Hoheitsgebiet, blieb aber im Besitz der Familie und begründete den Anspruch auf einen erblichen Sitz im Preußischen Herrenhaus.
Friedrich-August war der Sohn von Friedrich-Joseph von Brühl (1875–1949) und dessen Ehefrau Mathilde, geborene Freiin von Twickel (* 30. März 1877; † 23. Oktober 1957) und somit direkter Nachfahre von Heinrich von Brühl. Sein Vater war bis zur Enteignung 1945 der letzte Herr der Standesherrschaft Forst und der Herrschaft Pförten, deren Erbe er geworden wäre.
Er heiratete am 10. März 1942 in Breslau Maria Elisabeth Gräfin von Korff (* 22. Oktober 1917; † 2. August 2011). Aus der Ehe stammt der Sohn Friedrich Leopold Graf von Brühl, der von 1996 bis 1999 der letzte ehrenamtliche Bürgermeister von Werl in Nordrhein-Westfalen war. Er ist der Chef des Hauses Brühl.

### Militärkarriere

#### Reichswehr und Wehrmacht
Brühl trat nach Abschluss seines Abiturs 1934 als Soldat der Reichswehr bei und absolvierte dort seine infanteristische Grundausbildung, die er als Gefreiter (Unteroffiziersanwärter) abschloss. Anschließend kehrte er als Reservist der Wehrmacht in sein früheres bürgerliches Leben zurück, wo er am 23. März 1937 zum Leutnant der Reserve befördert wurde. Im Zuge der Allgemeinen Mobilmachung wurde Brühl am 1. August 1939 reaktiviert und der II. Abteilung des Panzer-Regiment 2 (16. Panzer-Division) zugeteilt. Mit dieser Kompanie, die am 1. September 1939 die polnische Grenze bei Grunsruh überschritten hatte, nahm von Brühl am Überfall auf Polen mit Stoßrichtung Warschau teil. Nach Beendigung des Blitzkrieges, erhält er mit Wirkung zum 1. November 1939 seine Beförderung zum Oberleutnant der Reserve. Anschließend erfolgte sein Einsatz in der selbigen Kompanie am Westfeldzug.
Mit Wirkung zum 22. Juni 1941, dem Tag des Beginns der Operation Barbarossa, wird Brühl als Chef der 8. Kompanie des Panzer-Regiments 2 im Rahmen der Heeresgruppe Süd im Abschnitt des Schwarzen Meeres eingesetzt, wo er am 30. Mai 1942 zum Hauptmann der Reserve mit Rangdienstalter befördert wird. Am 2. Juli 1942 erhielt er das Deutsche Kreuz in Gold. In der Schlacht um Stalingrad vernichteten Brühl und seine ihm unterstellten Panzerkräfte mehr als 100 sowjetische Panzer, so dass ein wichtiges Höhengelände nördlich von Stalingrad besetzt werden konnte. Infolgedessen erhielt Brühl am 3. November 1942 das Ritterkreuz des Eisernen Kreuzes. Nach der vollständigen Vernichtung des Panzer-Regiments 2 im Januar 1943 in Stalingrad, kehrt von Brühl, der dem Kessel entkommen konnte, nach Deutschland zurück, wo er nach einem kurzen Heimaturlaub umgehend nach Italien versetzt wurde.
Kurz darauf kehrte Brühl an die Ostfront zurück, wo er am 10. September 1943 erneut zum Hauptmann der Reserve mit anderweitigem Rangdienstalter befördert wurde. Am 20. März 1944 wird Brühl zum Kommandeur der II. Abteilung des Panzer-Regiments 16 ernannt, welches an der Westfront eingesetzt wird. Mit seiner Kompanie wurde Brühl anschließend in Gefechte im Raum der Normandie verwickelt und setzte sich ostwärts ab. Am 30. November 1944 erhielt Brühl seine Beförderung zum Major der Reserve. Am 26. August 1944 wird sein Sohn Friedrich Leopold von seiner Ehefrau Marie Elisabeth Gräfin von Korff in Breslau geboren. Als Teil der Ardennenoffensive war Brühl um die Jahreswende 1944/45 mit seiner Panzerabteilung an dem erfolglosen Unternehmen beteiligt. Er zog sich in erneuten Rückzugsgefechten bis in den Raum Kleve-Wesel zurück, wurde im April 1945 im Ruhrkessel eingeschlossen und geriet dort in britische Kriegsgefangenschaft.

#### Bundeswehr
Im Jahr 1956 trat Brühl der neugegründeten Bundeswehr bei, wo er ab 1958 an der Panzertruppenschule in Munster eingesetzt und zum Oberstleutnant befördert wurde. Vom 1. Oktober 1958 bis 30. September 1962 war Brühl anschließend erster Kommandeur des neu aufgestellten Panzer-Bataillons 83 in Lüneburg, (aufgestellt am 1. Oktober 1958) bevor er am 1. November 1962 zum Standortkommandeur in Hannover ernannt wurde. Von 1967 bis zu seinem Ruhestand war er Kommandeur des Verteidigungs-Kreis-Kommandos 211 mit Sitz in Bückeburg. Er war zuständig für die Kreise Schaumburg-Lippe, Grafschaft Schaumburg, Neustadt am Rübenberge, Hameln-Pyrmont, Springe und Hannover und zugleich Standortältester in Bückeburg, Achum und Bad Eilsen. Am 30. September 1969 wurde er mit 56 Jahren in den Ruhestand verabschiedet.